# Il gladiatore invincibile
Il gladiatore invincibile è un film del 1961 diretto da Alberto De Martino.
Film peplum di produzione italo-spagnola.

## Trama
Nel 300 d.C., il reggente Rabirio governa il regno di Acaste commettendo soprusi e danni.
La sorella di Dario, il piccolo re di 12 anni, di nome Sira, organizza un movimento patriottico e lo attacca: tra i ribelli vi è anche il gladiatore Rezio che Rabirio vorrebbe eliminare, ma il popolo insorto ha la meglio e il reggente viene ucciso. Infine Rezio e Sira si sposano.

## Riprese
Il film ebbe alcune traversie durante la realizzazione. Sul set l'attore Richard Harrison si ammalò di meningite e la lavorazione del film fu sospesa per un mese.